# Te turc
El te turc (en turc: Türk çayı) és un tipus de te que sol beure's a Turquia, a la República Turca de Xipre del Nord i entre els turcs emigrats. El te turc és tan popular com el cafè turc entre la població de Turquia.

## Característiques

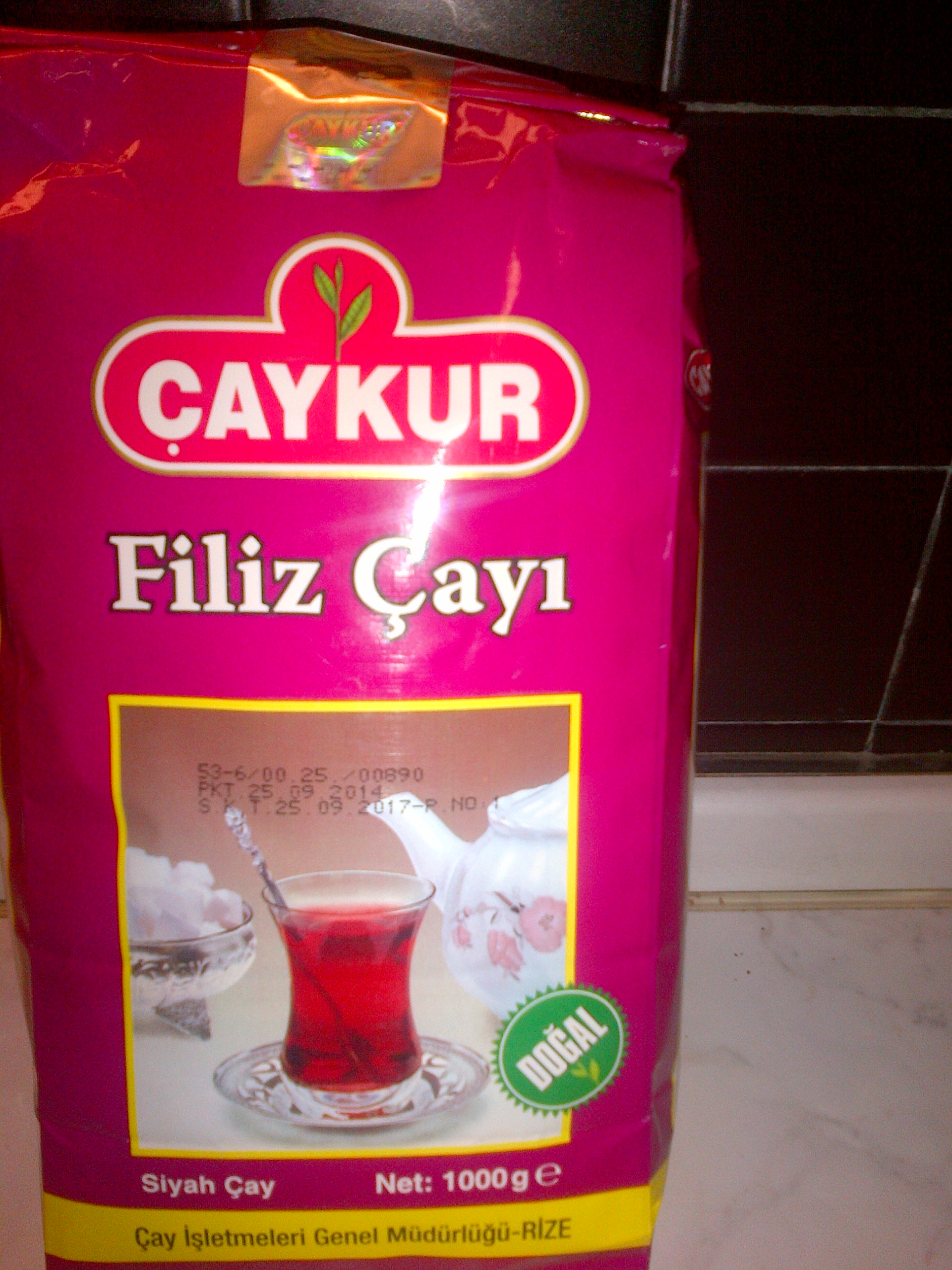
Un paquet de te turc

El te turc s'anomena çay, AFI /|t͡ʃaj/, i es pot considerar una varietat de te negre. Es produeix principalment a l'est de la costa del mar Negre, on el clima humit degut a les grans precipitacions i el sòl fèrtil proporcionen un ambient molt adequat. El te turc es prepara en una mena de teteres apilades (çaydanlık) especialment dissenyades per a la preparació d'aquest te. L'aigua es fa bullir al vas inferior i una part de l'aigua es fa servir per omplir la tetera superior, que conté diverses culleretes de te. D'aquesta manera es fa un te de gust molt fort. Quan se serveix, l'aigua que sobra es fa servir per diluir el te a cada tassa a gust del consumidor, de manera que es pot preparar un te lleuger (açık) o mantenir un te fort (koyu). El te es veu en petits gots de vidre i se sol prendre molt calent i amb una mica de sucre. A Turquia aquest te és conegut amb el nom de te de Rize, ja que la major part de la producció es concentra a la província de Rize, ubicada en la costa est del mar Negre.
El 2004 Turquia va produir vora 205.500 tones de te (gairebé un 6,4% de la producció total mundial), el que converteix el país en un dels mercats de te més grans del món. A més, en 2004 Turquia era el major consumidor per capita de te del món, amb un consum mitjà de 2,5 kg per persona, seguit del Regne Unit (2,1 kg. per persona).

## Costums
Pels turcs prendre te és part de la seva cultura i un símbol de la seva terra. Arreu de Turquia és costum oferir cafè o te com a mostra d'amistat i hospitalitat i és per això que s'ofereix tant a les cases com als basars i restaurants, tant abans com després dels àpats.
El te turc és molt gustós i de forta aroma. És per això que se serveix en gots petits de vidre i no pas en tasses. Com que el te turc se serveix molt calent, aquests gots petits no s'omplen mai del tot, per tal que hom pugui agafar-los per la part superior sense cremar-se els dits. Se sol afegir sucre al te turc, però no hi ha pas tradició d'afegir-hi llet.

## Altres tes turcs
A Turquia els tes de fruites i herbes són també populars, com per exemple els de poma (elma çayı), taronja (oralet), gavarró (kuşburnu) i flors de til·ler (ıhlamur). El te Sage (adaçayı en turc: "te d'illa") és un dels més populars de la zona costanera mediterrània.